# Miloš Milošević
Miloš Milošević (Spalato, 10 maggio 1972) è un ex nuotatore croato.

## Carriera
Specializzato nella farfalla, ha vinto diversi titoli in carriera sia in vasca lunga che in vasca corta.

## Palmarès
- Mondiali in vasca corta

Palma di Maiorca 1993: oro nei 100m farfalla.
- Europei

Sheffield 1993: bronzo nei 100m farfalla.
Istanbul 1999: argento nei 50m farfalla.
- Europei in vasca corta

Espoo 1992: bronzo nei 50m farfalla.
Gateshead 1993: bronzo nella 4x50m sl.
Rostock 1996: argento nella 4x50m sl.
Sheffield 1998: oro nei 50m farfalla.
Lisbona 1999: oro nei 50m farfalla.
Riesa 2002: argento nei 50m farfalla.
- Giochi del Mediterraneo

Narbonne 1992: oro nei 100m farfalla.
Tunisi 2001: argento nella 4x100m misti.